# ودبستویک
ودبستویک (به انگلیسی: Woodbastwick) یک روستا و محله مدنی در بریتانیا است که در Broadland واقع شده‌است. ودبستویک ۱۹٫۰۴ کیلومتر مربع مساحت و ۳۹۹ نفر جمعیت دارد.